# Джейсон Робардс
Джейсон Нельсон Робардс молодший (англ. Jason Nelson Robards, Jr.; 26 липня 1922, Чикаго, Іллінойс, США — 26 грудня 2000, Бриджпорт, Коннектикут) — американський актор, який вважався одним з найкращих виконавців ролей у п'єсах Юджина О'Ніла. Єдиний актор, який два роки поспіль отримував премію «Оскар» у номінації «Найкращий актор другого плану».

## Біографія
Народився в сім'ї голлівудського актора другого ряду. Під час Другої світової війни з відзнакою служив у флоті, в тому числі перебував на Перл-Харборі під час нападу японців у 1941 році. Після війни довгий час не міг знайти своє покликання, поки у 1959 році до нього не прийшов успіх в бродвейських постановках п'єс О'Ніла. У 1961—1969 роках перебував у шлюбі з легендарною акторкою Лорен Беколл.
Робардс був удостоєний двох «Оскарів» поспіль за ролі другого плану у фільмах «Вся президентська рать» (1976) і «Джулія» (1977), проте широкій публіці більш знайомий по ролі колишнього бандита Шайенна в культовому вестерні Серджо Леоне «Якось на Дикому Заході» (1968).В 1994 його успіх повторив Том Генкс  отримавши «Оскар» два роки поспіль — за головні ролі у фільмах «Філадельфія» (1993) і «Форрест Гамп» (1994).
Крім «Оскара», актор удостоївся всіх основних акторських премій англомовного світу — «Тоні», «Еммі» та інших, а також призу Каннського кінофестивалю за 1962 рік.
У 1970-ті роки у Робардс посилилися проблеми з алкоголем. У 1972 році він потрапив у серйозну аварію, від якої довго одужував. Серед його останніх картин — «Філадельфія» (1993) та «Магнолія» (1999).
У 1982 році Робардс разом з Міком Джаггером був запрошений Вернером Герцоґом на головну роль в епічному «Фіцкарральдо», але через проблеми зі здоров'ям змушений був залишити Перу, де проходили зйомки. Зняті з його участю сцени були перезняті, заголовна роль дісталася Клаусу Кінскі. Про свої враження від роботи з німецьким режисером Робардс розповів у документальній стрічці «Тягар мрії».

## Фільмографія
- 1959 — Подорож / The Journey
- 1968 — Якось на Дикому Заході
- 1970 — Юлій Цезар
- 1970 — Тора! Тора! Тора!
- 1971 — Джону дали зброю
- 1973 — «Пет Ґерретт і Біллі Кід» / (Pat Garrett & Billy The Kid) — губернатор Лью Воллес
- 1974 — Хлопець та його пес
- 1976 — Вся президентська рать
- 1977 — Джулія
- 1983 — Наступного дня
- 1988 — Яскраві вогні, велике місто
- 1989 — Батьківство
- 1990 — Швидкі зміни
- 1991 — Чорнобиль: Останнє попередження
- 1993 — Пригоди Гека Фінна
- 1993 — Гайді
- 1993 — Філадельфія
- 1994 — Газета
- 1995 — Багряний приплив
- 1998 — Ворог держави
- 1999 — Магнолія